# 제스 클리프
제스 클리프(영어: Jess Cliff, 1981년 6월 27일~)는 밸브 코퍼레이션의 컴퓨터 게임 디자이너로, 민 리와 함께 《하프라이프》의 모드인《카운터-스트라이크》를 제작하였다. 클리프의 목소리는 《카운터-스트라이크》의 라디오 명령음으로 녹음 되어 있으며, 《하프라이프 2: 데스매치》 의 맵을 제작하였다.
제스 클리프는 미국, 뉴 저지에서 자랐고 뉴 저지소재의 노스 헌터든 고등학교를 졸업하였다. 그 후 클리프는 버지니아 폴리테크닉 주립 대학교을 1999년부터 2003년까지 재학하였다. 대학교를 졸업한 후에 클리프는 현재 게임 디자이너로 일하는 회사인 밸브 코퍼레이션에 취직하였다.
대학에 재학하는 동안 클리프는 《하프라이프》를 위한 사이트인 "Silo X"를 운영하였다. 이 사이트는 전 세계의 맵과 레벨의 디자이너들이 그들이 직접 만든 맵을 업로드하는 것을 목적으로 한다. 클리프가 민 리와 함께 《카운터-스트라이크》의 초기 버전을 제작할 때, 그는 "Silo X"의 운영을 그만 두었다.
1990년대 후반에 클리프는 JKMAG그룹의 리더이자 관리자로 일했다.
2007년 5월에 클리프는 자신의 블로그인 VintageSeattle를 운영하였는데, 이 블로그는 시애틀의 과거 고해상도 사진들과 우표, 역사적 건축물 정보 등을 담고있었다.